# Bigastro
Bigastro (em castelhano e oficialmente) ou Bigastre (em valenciano) é um município da Espanha na província de Alicante, Comunidade Valenciana. Tem 4,1 km² de área e em 2021 tinha 6 994 habitantes (densidade: 1 705,9 hab./km²).
Pertence à rede das Cittaslow.

## Demografia
| Variação demográfica do município entre 1991 e 2004 | Variação demográfica do município entre 1991 e 2004 | Variação demográfica do município entre 1991 e 2004 | Variação demográfica do município entre 1991 e 2004 |
| --------------------------------------------------- | --------------------------------------------------- | --------------------------------------------------- | --------------------------------------------------- |
| 1991                                                | 1996                                                | 2001                                                | 2004                                                |
| 4508                                                | 4721                                                | 5155                                                | 5601                                                |